# Aleuroplatus bossi
Aleuroplatus bossi là một loài côn trùng cánh nửa trong họ Aleyrodidae, phân họ Aleyrodinae.
Aleuroplatus bossi được Takahashi miêu tả khoa học đầu tiên năm 1936.